# Edith Hollant
Edith Hollant (nascida em 1938) é uma fotógrafa e pintora haitiana. Nascida em Porto Príncipe, Hollant exibiu suas obras pela primeira vez em 1955. Desde então, ela expôs suas obras na cidade de Nova York.